# 根本朋久
根本 朋久（ねもと ともひさ、1986年3月21日 - ）は、福島県本宮市出身の元プロ野球選手（投手）。左投左打。

## 来歴・人物

### プロ入り前
小学4年生の時に和田スポーツ少年団でソフトボールを始め、白沢村立白沢中学校を経て、帝京安積高校へ進学。高校では1年秋からベンチ入り。3年夏は背番号10で県大会16強。横浜商科大学では2年春からベンチ入り。4年時の2007年春から頭角を現し、「ハマのドクターK」の異名をとる。夏に日米大学野球で日本代表に選出され、春秋と神奈川大学野球連盟の最優秀投手になった。
同年度のプロ野球ドラフト会議の大学生・社会人ほか対象の部にて、千葉ロッテマリーンズに3巡目で指名され、入団した。

### プロ入り後

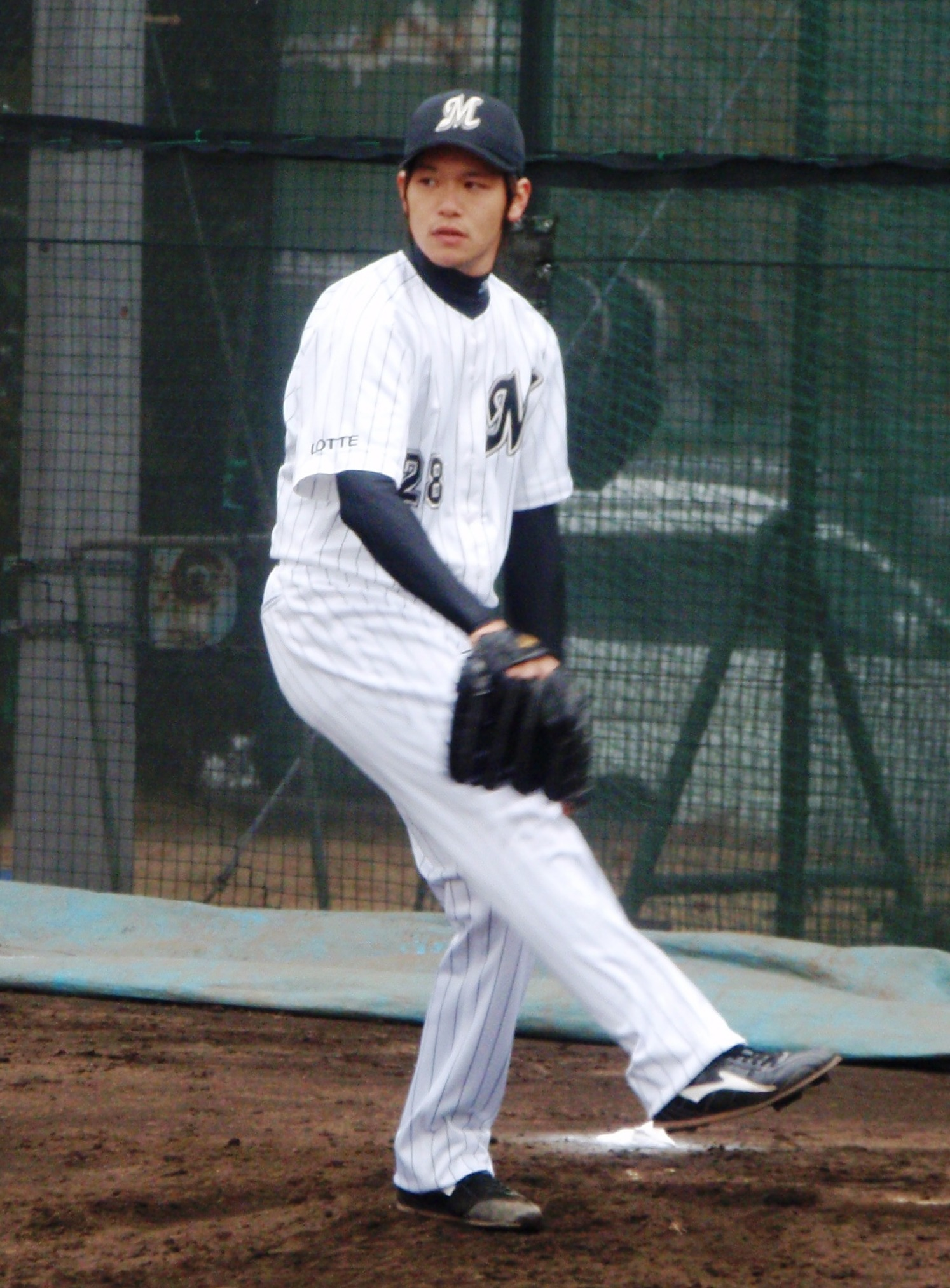
千葉ロッテマリーンズ時代
（2010年3月4日、ロッテ浦和球場にて）

プロ1年目の2008年、中継ぎ（主に左のワンポイント）として25試合に登板したが、以後2年間は不振により登板数が大幅に減少した。
2010年オフに山本一徳、高口隆行との交換トレードで北海道日本ハムファイターズに移籍した。
2014年10月3日付けで戦力外通告を受け、12月2日、自由契約公示された。

## 選手としての特徴
ボールの出どころが見えにくいスリー・クォーターのフォームから繰り出される、最速140km/h台後半の速球にスライダー、カットボール、チェンジアップを操り三振を奪う。

## 詳細情報

### 年度別投手成績
| 年 度     | 球 団     | 登 板 | 先 発 | 完 投 | 完 封 | 無 四 球 | 勝 利 | 敗 戦 | セ 丨 ブ | ホ 丨 ル ド | 勝 率 | 打 者 | 投 球 回 | 被 安 打 | 被 本 塁 打 | 与 四 球 | 敬 遠 | 与 死 球 | 奪 三 振 | 暴 投 | ボ 丨 ク | 失 点 | 自 責 点 | 防 御 率 | W H I P |
| --------- | --------- | ----- | ----- | ----- | ----- | -------- | ----- | ----- | -------- | ----------- | ----- | ----- | -------- | -------- | ----------- | -------- | ----- | -------- | -------- | ----- | -------- | ----- | -------- | -------- | ------- |
| 2008      | ロッテ    | 25    | 0     | 0     | 0     | 0        | 0     | 3     | 0        | 3           | .000  | 88    | 18.2     | 25       | 2           | 10       | 1     | 0        | 10       | 3     | 0        | 15    | 14       | 6.75     | 1.88    |
| 2009      | ロッテ    | 4     | 0     | 0     | 0     | 0        | 1     | 0     | 0        | 0           | 1.000 | 21    | 4.1      | 7        | 0           | 1        | 1     | 0        | 2        | 0     | 0        | 2     | 2        | 4.15     | 1.85    |
| 2010      | ロッテ    | 10    | 0     | 0     | 0     | 0        | 0     | 0     | 0        | 0           | ----  | 62    | 14.2     | 13       | 0           | 4        | 0     | 2        | 10       | 0     | 0        | 5     | 3        | 1.84     | 1.16    |
| 2011      | 日本ハム  | 2     | 0     | 0     | 0     | 0        | 0     | 0     | 0        | 0           | ----  | 9     | 2.0      | 2        | 0           | 2        | 0     | 0        | 1        | 0     | 0        | 2     | 2        | 9.00     | 2.00    |
| 2012      | 日本ハム  | 7     | 0     | 0     | 0     | 0        | 0     | 0     | 0        | 0           | ----  | 44    | 12.1     | 8        | 0           | 4        | 0     | 0        | 6        | 0     | 0        | 0     | 0        | 0.00     | 0.97    |
| 2013      | 日本ハム  | 6     | 0     | 0     | 0     | 0        | 0     | 0     | 0        | 0           | ----  | 37    | 8.2      | 7        | 3           | 5        | 0     | 1        | 3        | 1     | 0        | 4     | 4        | 4.15     | 1.38    |
| 通算：6年 | 通算：6年 | 54    | 0     | 0     | 0     | 0        | 1     | 3     | 0        | 3           | .250  | 261   | 60.2     | 62       | 5           | 26       | 2     | 3        | 32       | 4     | 0        | 28    | 25       | 3.71     | 1.45    |

- 2013年度シーズン終了時

### 記録
初記録
- 初登板：2008年4月11日、対北海道日本ハムファイターズ4回戦（千葉マリンスタジアム）、7回表に2番手で救援登板、1回無失点
- 初奪三振：2008年4月19日、対オリックス・バファローズ4回戦（東京ドーム）、5回裏に坂口智隆から空振り三振
- 初ホールド：2008年5月7日、対オリックス・バファローズ8回戦（京セラドーム大阪）、7回裏無死に2番手で救援登板、1/3回無失点
- 初勝利：2009年9月23日、対福岡ソフトバンクホークス24回戦（福岡Yahoo! JAPANドーム）、5回裏に2番手で救援登板、2回無失点

その他の記録
- 1球敗戦投手：2008年5月20日、対読売ジャイアンツ1回戦（千葉マリンスタジアム）、8回表に小笠原道大に中前適時打　※史上19人目20度目
  - 1球敗戦投手でプロ初黒星となったのは史上3人目

### 背番号
- 28 （2008年 - 2010年）
- 32 （2011年 - 2014年）